# Sikkelgoudscherm
Sikkelgoudscherm (Bupleurum falcatum) is een plant die tot de schermbloemenfamilie (Umbelliferae oftewel Apiaceae) behoort. Hij is de enige in deze familie die geen samengestelde bladeren heeft.
Het plantje heeft lancetvormige bladeren, die soms op hazenoren lijken. Hij wordt 20 tot 100 cm en bloeit van juli tot eind september. De bloemen zijn schermvormig en geel en groeien uit tot afgeplatte vruchtjes. Het is een uiterst zeldzaam plantje dat voorkomt in Europa en Azië. Het groeit bij voorkeur op zonnige kalksteenhellingen.